# Acanthocephalus nanus
Acanthocephalus nanus är en hakmaskart som beskrevs av Van Cleve 1925. Acanthocephalus nanus ingår i släktet Acanthocephalus och familjen Echinorhynchidae. Inga underarter finns listade i Catalogue of Life.